# Paulina Vinderman
Paulina Vinderman (Buenos Aires, 9 de mayo de 1944) es una poeta y traductora argentina.

## Actividades relevantes
Participó en festivales internacionales de poesía como el de Granada (2013) o el de Medellín. Ha sido incluida en numerosas antologías y muchos de sus poemas han sido traducidos al inglés, al italiano y al alemán, 

Colaboró en publicaciones de Buenos Aires e Hispanoamérica con poemas, artículos y reseñas literarias, entre ellas La Nación, La Prensa, Clarín, Babel, "Diario de Poesía" o "Intramuros". Publicó en Feminaria, una revista de teoría feminista que se publicó desde 1988 hasta 2008.  Entre las hispanoamericanas se cuentan El Espectador (Colombia), Hora de Poesía (España), Babel (Venezuela) o Hispamérica (USA), entre otras. Participó del ciclo de talleres "La Pluma y la Palabra", organizado por la Sociedad de Escritoras y Escritores de la Argentina, con el tema Poesía (07/07/06). 

Tradujo al castellano a John Oliver Simon (Berkeley, USA), a Emily Dickinson, Michael Ondaatje, Sylvia Plath (Tulipanes, Universidad de Nuevo León, México) y a James Merrill.
Es graduada de bioquímica de la UBA, actividad que ejerció durante algunos años.

## Publicaciones
Entre las obras de Paulina Vinderman se destacan:
- Cuaderno de dibujo (1ª edición). Alción Editora. 2016. ISBN 978-987-646-639-4.
- Ciruelo (1ª edición). Alción Editora. 2014. ISBN 978-987-646-432-1.
- Rojo junio y otros poemas (1ª edición). Ruinas Circulares. 2013. ISBN 978-987-1610-97-6.
- La epigrafista (1ª edición). Hilos Editora. 2012. ISBN 978-987-25844-9-8.[13][14]
- Bote negro (1ª edición). Alción Editora. 2010. ISBN 978-987-646-138-2.[15]
- El vino del atardecer (1ª edición). El Suri Porfiado Ediciones. 2008. ISBN 978-987-23987-9-8.
- Hospital de veteranos (1ª edición). Alción Editora. 2006. ISBN 978-987-1359-42-4.[16]
- El muelle (1ª edición). Alción Editora. 2003. ISBN 978-987-1359-55-4.[17]
- Cónsul honoraria, antología personal (1ª edición). Vinciguerra. 2003. ISBN 978-950-843-514-9.
- Bulgaria (1ª edición). Libros de Alejandría. 1998. ISBN 978-987-99653-7-5.
- Escalera de incendio (1ª edición). Último Reino. 1994. ISBN 978-950-804-025-1.[18][19]
- Rojo junio (1ª edición). Literatura Americana Reunida - L.A.R. Ediciones. 1988. ISBN 978-950-99206-0-6.
- La balada de Cordelia (1ª edición). Fundación Argentina para la Poesía. 1984. ISBN 978-950-9161-12-2.
- La mirada de los héroes (1ª edición). Ediciones Botella al Mar S.R.L. 1982. ISBN 978-950-513-002-3.

## Premios
A lo largo de su trayectoria, Paulina Vinderman recibió varias distinciones:
- Tercero y Segundo Premio Municipal Ciudad de Buenos Aires (bienios 88-89 y 98-99 respectivamente)
- Premio Nacional Regional de la Secretaría de Cultura de la Nación (cuatrienio 93-96).
- Premio Letras de Oro 2002 de la Fundación Honorarte
- Primer Premio Municipal Ciudad de Buenos Aires (bienio 2002-2003)
- Premio Literario de la Academia Argentina de Letras, género Poesía, 2004-2006[20]
- Premios Fondo Nacional de las Artes 2002 y 2005[21]
- Premio Anillo del Arte a mujeres notables 2006
- Premio Citta' di Cremona 2006
- Premio Municipal de Poesía 2007[22]